# 宮古島市消防本部
宮古島市消防本部（みやこじまし しょうぼうほんぶ）は、沖縄県宮古島市の消防部局（消防本部）である。

## 沿革
- 1984年
  - 4月 - 平良市、城辺町、下地町、上野村で構成する一部事務組合として宮古広域消防組合が発足[3]。
  - 9月 - 宮古広域消防組合が城辺町、上野村、下地町の一部を管轄区域とする出張所を設置し、上野村新里に庁舎を新築。
- 2005年10月1日 - 宮古島市の発足に伴い、旧宮古広域消防組合と旧伊良部消防本部を統合して宮古島市消防本部が設置される[1][4][5]。
- 2010年4月2日 - 新救助工作車を導入[6]。
- 2012年12月 - CAFS装置付き新水槽付消防ポンプ車を導入[7]。
- 2017年3月1日 - 屈折はしご付消防車を導入[8][9]。
- 2018年3月1日 - 上野出張所に新水槽付消防ポンプ車を導入[10]。

## 組織
- 消防長（消防司令長）[1]
  - 総務課
  - 予防課
  - 警防課
  - 宮古島市消防署
    - 上野出張所
    - 伊良部出張所

## 宮古島市消防団
消防本部警防課が所管している。また、団員数は2017年4月1日現在、161人（条例定数は170人）となっている。

### 組織
- 本団
  - 分団（平良、城辺、下地、上野、伊良部）[11]